# لفافة البيض
لفافة البيض هي مجموعة متنوعة من المقبلات المقلية جيداً والتي تقدم في المطاعم الصينية الأمريكية. لفافة البيض عبارة عن لفافة أسطوانية ولذيذة تحتوي ملفوف مبشور ولحم مفروم وحشوات أخرى داخل قشرة من طحين القمح ملفوفة بإحكام ومقلية بالزيت الساخن.

## طالع المزيد
- بريك
- سبرنغ رول
- سبرينغ رول
- سمبوسة